# Pavel Sirkes
Pavel Sirkes (născut Sirkis; în rusă Павел Сиркес; n. 30 septembrie 1932, Dubăsari, RSS Ucraineană, URSS – d. 17 iulie 2024, München, Germania) a fost un scenarist, prozator, traducător, jurnalist și documentarist sovietic, moldovean și rus,  evreu născut în Transnistria.

## Biografie
S-a născut în orașul Dubăsari din RASS Moldovenească, RSS Ucraineană, URSS (actualmente în Transnistria, Republica Moldova). Tatăl săi, Șliom Sirkis, a fost arestat în 1937 în timpul Marii Epurări, iar în 1942 a murit pe front în luptele din regiunea Oriol.. Жил с матерью, Ханой Наумовной Сиркис (в девичестве — Кацевман) A trăit cu mama sa, Hana Sirkis (născută Kațevman). În timpul războiului, a fost evacuat în Alma-Ata, iar 1944 s-a întors în Moldova, unde a absolvit școala medie din Tiraspol cu o medalie de aur (1951) și cu onoruri Facultatea de Istorie și Filologie a Universității de Stat din Chișinău (1956); tot acolo, a susținut teza cu titlul „Lev Tolstoi și Mihail Șolohov: problema artei în «Război și pace» și «Pe Donul liniștit»” (Лев Толстой и Михаил Шолохов: Проблема мастерства в „Войне и мире“ и „Тихом Доне“), ulterior publicată în revista „Don”.
În timpul studiilor, a fost publicat în ziarele „Stalineț”, „Tineretul Moldovei”, „Moldova Socialistă”, „Moldova sovietică”. În 1956, a devenit ofițer literar al departamentului de industrie și transport, ulterior, secretar executiv adjunct al ziarului „Karaganda socialistă”, din 1958 a lucrat ca jurnalist la Chișinău, unde a condus departamentul de literatură și artă al ziarului „Tineretul Moldovei”, a fost, de asemenea, redactor la editura „Cartea Moldovenească”. A tradus proza moldovenească în rusă (în special, în traducerea sa au fost publicate cărțile: „O picătură de apă vie” de Vlad Ioviță, „Tânăra gardă” (1964) de Emilian Bucov, „Caleidoscopul” (1968) de Mihail Cibotaru, „Iarba iubirii” (1970), precum și povești de Samson Șleahu, Ana Lupan, Boris Vlăstaru, Serafim Saka) și dramă (piese de Aureliu Busuioc, Ion Podoleanu și alții).
Începând cu 1963 a locuit la Moscova, unde a colaborat ca critic literar și de film în periodice, inclusiv în revistele „Lumea nouă” (Новый мир), „Moscova”, „Prietenia popoarelor” (Дружба народов), „Tânăra gardă” (Молодая гвардия), „Contemporanul nostru” (Наш современник); a absolvit secția de documentare a Cursurilor superioare pentru scenariști și regizori (1969), a lucrat în revistele „Ecranul sovietic” (Советский экран), „Femeia sovietică” (Советская женщина) și „Arta cinematografiei” (Искусство кино). A scris și regizat peste 40 de documentare (15 lungmetraje). Pelicula sa „Oameni și cai” (Люди и кони) a câștigat un premiu special al juriului la festivalul internațional de film al filmelor sportive de la Cortina d'Ampezzo, filmele „Simplu fierbinte” (Горячий простой) și „Groapa” (Котлован) au fost premiate la Festivalul de film rus, filmul „Familia” (Семья), premiul I al Festivalului sovietic de film de la Vilnius, filmul „Kazahstan în Marele Război Patriotic” (Казахстан в Великой Отечественной) a primit Premiul de Stat al RSS Kazahă și diploma de Districtul Militar din Asia Centrală, filmul „Câmpia căpitanilor” (Капитанское поле), premiul principal al festivalului dedicat aniversării a 50 de ani ale miliției sovietice. A fost membru al grupului creativ al epopeii studioului de film „Gorki” – „Secolul XX”, a scris cinci scenarii pentru aceasta.
Sirkes a fost, de asemenea, autorul poveștii documentare „Amărăciunea portocaliului” (Горечь померанца, 1989), romanul „Țeava de exod” (Труба исхода, 1999), cărți despre opera lui Evgheni Leonov (1991) și Maia Bulgakova (1968). S-a angajat în traducerea scenariilor („Al treilea” de Günther Rücker; Vladimir Piksa, Vladimír Čech, „Cheia” de Christian Topich). A fost membru al Uniunii Jurnaliștilor din URSS (1958), al Uniunii Cineaștilor din Rusia și al Uniunii Scriitorilor din Moscova. A publicat în presa rusă din Germania, SUA, Canada, Israel, în traduceri în maghiară și poloneză.